# 432 (số)
432 (bốn trăm ba mươi hai) là một số tự nhiên ngay sau 431 và ngay trước 433.